# Григорий Потанин
Григорий Николаевич Потанин (на руски: Григо́рий Никола́евич Пота́нин) е руски географ, етнограф, публицист, фолклорист, ботаник, изследовател на Азия.

## Ранни години (1835 – 1862)
Роден е на 21 септември 1835 година в казашката станица (село) Ямишевская, сега в Акмолинска област на Казахстан. През 1852 г. завършва Омския кадетски корпус, където се сближава с бъдещия известен казахски учен и пътешественик Чокан Чингисович Валиханов.
От 1853 до 1858 г. е на военна служба в Семипалатинск и Омск и взема участие в похода на военен отряд в Заилийския край, където участва в основаването на крепостта Верний, сега Алмати.
По молба на Пьотър Семьонов-Тяншански е отчислен от военна служба и постъпва във Физико-математическия факултет на Петербургския университет, в който учи от 1859 до 1862. През летните ваканции участва в ботанически и геоложки експедиции по река Волхов и Урал. През 1862 г. е изключен от университета заради участие в студентски вълнения и се връща в Омск.

## Експедиционна дейност (1863 – 1899)

### Експедиция до езерото Зайсан (1863 – 1864)
През 1863 – 1864 г. взема участие в експедицията на руския астроном Ото Василиевич Струве, като изследва риболовството по езерото Зайсан (1800 км2), горното течение на река Иртиш и хребета Тарбагатай (2992 м) и събира богата ботаническа колекция.
През 1865 г. е назначен за секретар на Губернския статистически комитет в Томск. На следващата година е подсъдим по обвинение в стремеж да отдели Сибир от Русия и е осъден на каторжен труд в Свеаборг (сега град Суоменлина, Финландия), а след това е въдворен в град Николск, Вологодска губерния. През 1874 г. по ходотайство на Руското географско дружество Потанин е помилван и същата година се жени за Александра Викторовна Лаврска, която до смъртта си през 1893 г. участва като етнограф и художник във всичките му експедиции.

### Първа монголска експедиция (1876 – 1878)
През лятото на 1876 г., заедно с жена си и топографа Пьотър Алексеевич Рафаилов, тръгва от Зайсан на изток, пресича Монголски Алтай и достига до Кобдо в Западна Монголия. От Кобдо продължава на югоизток, покрай северните склонове на Монголски Алтай, където открива хребетите Батар Хайрхан (3966 м) и Сутай Ула (4090 м). На 93º и.д. отново пресича Монголски Алтай, този път от север на юг, преминава през пустинята Джунгарска Гоби и установява, че това е степ с ниски хълмове, разположени паралелно на Монголски Алтай и обособени от Тяншан. На 44° с.ш. в най-източната част на Тяншан открива два успоредни хребета Мечин-Ула (3931 м) и Карлъктаг (4925 м) и Рафаилов ги картира. Пресича ги и достига до Хами. Оттам продължава на север-североизток, отново пресича в обратно направление най-източните части на Тяншан, Джунгарска Гоби и югоизточната част на Монголски Алтай и окончателно установява самостоятелността на двете планински системи Монголски Алтай и Тяншан. При това откриват няколко хребета – Адж Богдо (3802 м), Тайширин Ула (3070 м) и др. Експедицията пресича река Дзабхан и се изкачва на планината Хангай до селището Улястай (47°44′ с. ш. 96°51′ и. д. / 47.733333° с. ш. 96.85° и. д.). В резултат от трикратното пресичане на Монголски Алтай експедицията установява общите черти на орографията на планината и голямото ѝ протежение от северозапад на югоизток. Фактически Потанин слага началото на научното откриване на Монголски Алтай.
От Улястай пътешествениците продължават на североизток, пресичат планината Хангай и форсират реките Идер (горното течение на Селенга) и Делгер-Мурен, съставящи Селенга. Уточняват положението и извършват първото картиране на езерото Сангийн Далай Нур (49°15′ с. ш. 99°00′ и. д. / 49.25° с. ш. 99° и. д.) и на 15 септември 1877 г. достигат до южния бряг на езерото Хубсугул. От него експедицията тръгва на запад по гориста местност, пресича хребета Сангилен (3274 м) и в средата на ноември 1877 достига езерото Убсу Нур. По пътя е открит хребетът Хан Хухийн Ула (2928 м), разположен между Убсу Нур на север и езерото Хиргис Нур на юг, а на север от хребета – пустинята Бориг Дел. Картиран е хребетът Тануола (3061 м), разположен на север от Убсу Нур, и в началото на 1878 експедицията се завръща в Бийск. Въз основа на събраните материали и извършените геодезически измервания Рафаилов съставя сравнително точна карта на Западна Монголия.

### Втора монголска експедиция (1879 – 1880)
В началото на юни 1879 г. от селището Кош-Агач тръгва на изток новата експедиция на Потанин, като в нея взема участие топографът П. Д. Орлов. На 17 септември достига до езерото Убсу Нур и изследва котловината на Големите езера (100 хил. км2) и хребета Хайрхан Ула (4116 м), разположен на запад от котловината. В нея Потанин изследва езерата Хиргис Нур (1360 км2), Айрак Нур, Хара Нур (530 км2) и Хара Ус Нур (1486 км2). Въз основа на проведените изследвания се изяснява, че езерата Хиргис Нур, Хара Нур и Хара Ус Нур са с обща речна система. Трите езера са разположени в широка плоска равнина, която стъпаловидно се понижава от юг на север, като езерата са разделени помежду си с ниски възвишения и хълмове. Потанин установява, че езерото Убсу Нур няма връзка с останалите. Орлов извършва първото топографско заснемане на езерото и то се оказва най-големият водоем в Монголия (3350 км2). Освен това той самостоятелно проследява и картира хребета Хан Хухей Ула (дължина 250 км, 2928 м).
В средата на септември от Улангом експедицията тръгва на север, покрай западния и северния бряг на езерото Убсу-Нур. В края на септември пресича хребета Тануола, спуска се в централната част на Тувинската котловина – в долината на река Улуг Хем (Енисей) и се изкачва нагоре покрай левия ѝ бряг на 100 км. В резултат от пресичането на Тануола и 200-километровия маршрут по Тувинската котловина е изработена точна карта на главния хребет и северните му разклонения, а също е уточнено и картографското изображение на горното течение на Енисей. Пътешествениците пресичат няколко леви притока на Улуг Хем и достигат устието на левия приток Улуг Шивей. Изкачват се по последната до горното ѝ течение, пресичат хребета Хорумнуг Тайга и спускат се по река Балактък Хем, ляв приток на Ка Хем (Енисей). Изследват езерото Торе Хол и басейна на Балактък Хем. По река Их Тайрисин Гол (десен приток на Делгер-Мурен) експедицията се спуска до река Делгер-Мурен и от там достига до езерото Хубсугул. На запад от него открива хребета Улан Тайга (3351 м). През 1880 г. се завръща в Иркутск.
Дневниците и материалите от двете монголски експедиции са издадени в 4 тома под заглавие „Очерки Северо-Западной Монголии“ (т. 1 – 4, 1881 – 83, преизд. в 1948 под назв. „Путешествия по Монголии“).

### Първа китайска експедиция (Тибет, 1884 – 1886)
През 1883 е организирана трета експедиция на Потанин с участието на топографа Август Иванович Скаси. По море експедицията стига от Европа до китайското пристанище Чифу (Янтай), а от там по суша до Пекин за окончателна екипировка.
На 6 юни 1884 г. отново заедно с жена си и топографа Скаси тръгва на запад от Пекин. На 5 юли преминава през Хух-Хото (Гуйсуй), пресича от североизток на югозапад платото Ордос и достига до Ланчжоу (на река Хуанхъ), където зимува.
През пролетта на 1885 г. достига до Синин, продължава на юг през планинската безлесна област Амдо в горното течение на Хуанхъ, югоизточните части на Кунлун и източните склонове на Сино-тибетските планини и достига до горното течение на река Минцзян (793 км, ляв приток на Яндзъ). От там продължава около 150 км на изток, а след това на север, пресича планината Цинлин и отново се завръща в Ланчжоу, където прави второ зимуване. В резултат на това двойно пресичане на източните части на Тибет Потанин ги разделя на две части: северната (между 36° и 34° с.ш.) представлява планинска местност с височина над 3000 м с ниски хребети и слабоврязани речни долини; южната (между 34° и 32° с.ш.) се характеризира със сложен планински релеф и дълбоки речни долини.
През април 1886 г. експедицията тръгва на запад, завива на север, минава на изток от езерото Кукунор, пресича няколко безименни хребета в планината Наншан и се добира до изворите на река Едзин Гол (Жошуй), като Скаси точно определя координатите на изворната област на реката. След като проследяват цялото течение на реката (около 900 км) на 20 юли достигат до езерото Гашун Нур (42°25′ с. ш. 100°40′ и. д. / 42.416667° с. ш. 100.666667° и. д.), което Скаси заснима и картира. Продължават на север, пресичат пустинята Гоби и Гобийски Алтай, като в него откриват хребетите Тост Нуру (2550 м), Немгет Ула (2766 м) и други. Потанин характеризира по следния начин Гоби: южната част – като плоско възвишение с низки хребети; централната – като пустинна падина с височина не повече от 900 м; северната – като невисока планинска страна, продължение на Монголски Алтай. От езерото Орог Нур (45°03′ с. ш. 100°42′ и. д. / 45.05° с. ш. 100.7° и. д.) експедицията се изкачва по река Туин Гол на север до изворите ѝ, пресича планината Хангай, продължава на североизток, преминава през басейна на река Орхон, където Скаси картира хребетите Бурен Нуру (2110 м) и Бургут (2139 м) и част от планината Хангай. В началото на ноември пътешествениците пристигат в Кяхта.
За тази си експедиция Потанин е удостоен с Константиновски медал на Руското географско дружество. Описанието на пътешествието е публикувано през 1893 г. под заглавие „Тунгутско-Тибетская окраина Китая и Центральная Монголия“ (т. 1 – 2, 1893, 2 изд., М., 1950).

### Втора експедиция (Съчуан, 1892 – 1893)
През 1892 – 1893 г. извършва пътешествие в Съчуан. От там Потанин се надява да се изкачи в Тибет, но заболяването на жена му го заставя да тръгне обратно. След смъртта на жена му на 19 септември 1893 г. Потанин се връща в Петербург, а участникът в експедицията геологът Владимир Афанасиевич Обручев продължава изследванията в Тибет.

### Трета китайска експедиция (Манджурия, 1899)
През 1899 г. Потанин в своето последно пътешествие изследва хребета Голям Хинган (2034 м) в Манджурия (Вътрешна Монголия).

## Последни години
Резултатите от неговите изследвания позволяват да се получат обширни сведения по география, геология и икономика на посетените райони. Голяма ценност представляват събраните етнографски материали за тюркските и монголски племена, тангутите, китайците, дунганите. Потанин заедно с жена си записва, обработва и публикува над 300 произведения на източните епоси. Събран е и обширен хербарий от растения.
След приключване на полевата си дейност Потанин се отдава на обществена. Инициатор е за създаване на Дружеството по изследване на Сибир, организира редица експедиции по изучаването на района, обогатява науката с нови етнографски изследвания. Издига глас за еманципацията на жените и е сред учредителите на Висшите женски курсове в Томск. През 1915 г. му е присвоено званието почетен гражданин на Омск, а през 1918 г. Временното Сибирско правителство му присвоява званието „почетен гражданин на Сибир“. Потанин е почетен член на Руското географско дружество и почетен гражданин на Томск.
Умира на 30 юни 1920 година в Томск на 84-годишна възраст.

## Памет
Неговото име носят:
- астероид Потанин, № 9915
- ледник Поатанин (49°09′ с. ш. 87°55′ и. д. / 49.15° с. ш. 87.916667° и. д.) в планината Таван Богдо Ула, Монголия;
- улица „Григорий Потанин“ в Алма Ата и Уст Каменогорск, Казахстан;
- хребет Потанин, в планината Наншан, Китай.